# Lutte contre la rareté
La lutte contre la rareté désigne l'ensemble des activités humaines visant à échapper aux limitations de ressources dans le cadre de la vie ou de la production. 

## Concept

### Le fondement de l'activité humaine
Dès lors qu'il existe une activité humaine, il y a une consommation de ressources, qui sont autant de facteurs de production. Or, le système économique disposant de ressources limitées, des choix sont nécessaires pour arbitrer entre l'utilisation de ressources. Afin de repousser le mur de la rareté, une lutte est engagée pour optimiser l'utilisation de ressources. L'économiste Raymond Barre déclare que « l'activité humaine présente un aspect économique lorsqu'il y a lutte contre la rareté ».

### La lutte contre la rareté comme définition de la science économique
Raymond Barre définit l'économie, en tant que discipline, comme étant « la science de l'administration des ressources rares ». En effet, elle se donne pour objectif d'étudier toutes les formes du comportement humain dans la lutte contre la rareté, et ne se réduit pas à une analyse de l'échange. Elle observe et estime les effets des politiques publiques comme de l'activité privée endogène. Elle s'attache à rendre compte des transferts sans contrepartie et aux dons de produits ou de monnaie (par ex : les prestations sociales).

## Besoins humains

### Réponse aux besoins humains
Les besoins économiques des hommes s'expriment sous la forme du désir de disposer de moyens :
- capables de prévenir ou de faire cesser des sensations de peine ou d'insatisfaction ;
- aptes à provoquer ou à accroitre des sensations agréables.

Ces besoins économiques varient d'un homme à l'autre et dépendent en amont de causes plus fondamentales :
- causes physiologiques ;
- causes sociologiques ou psychologiques ;
- causes morales.

Ces besoins sont nombreux et illimités : « ils s'accroissent et se diversifient sans cesse, parce que l'homme est infini dans ses vœux, découvre sans cesse de nouveaux objectifs et moyens, que la découverte de la Nature et la vie de ses semblables lui offre des motifs d'imitation et d'émulation toujours renouvelés » .

### Lutte pour les ressources entre les hommes
Dominique Vermersch fait remarquer que la lutte contre la rareté est avant tout une lutte pour éviter que les hommes luttent entre eux. En effet, la rareté des ressources est souvent l'objet de guerres ; rendre la ressource abondante et partagée permettrait ainsi d'éviter des conflits. François Perroux abonde dans ce sens. Il remarque que si la rareté permet aux hommes de s'associer ou de coopérer, la nécessité d'obtention de ressources vitales peut vite devenir des « luttes-concours », voire des « conflits ». Ils agissent alors comme un mode d'ajustement de l'allocation de ressources.

## Confrontation avec la rareté: le choix économique
Les ressources que l'homme utilise pour satisfaire ses besoins sont parfois limitées, parce que rares. Soit parce que les ressources sont insuffisantes à un moment donné, soit parce qu'elles sont mal réparties dans l'espace .
Et quand bien même il vivrait au Pays de Cocagne, l'homme serait encore limité par le temps, sans doute le plus rare de tous les biens.
La notion de choix est équivalente à celle de sacrifice, mesuré par la valeur d'un coût d'opportunité.
Comme le dit l'économiste Wilhelm Röpke, « Qui penserait que l'économie humaine ne soit qu'une chaine sans fin de variations fort compliquées sur un thème finalement fort simple ? (...) Toute notre vie se compose d'une masse de décisions semblables qui servent à équilibrer les moyens et les besoins... C'est en partant de ce point de vue que nous employons notre revenu, que nous dirigeons nos affaires, que nous organisons la production, que nous répartissons notre temps entre le travail et le loisir, le sommeil et la veille ».

## Méthodes de lutte contre la rareté
Il peut s'énoncer comme suit : « Les sujets économiques, ressentant des besoins, cherchent à améliorer leur condition en procédant à des actes de production et d'échange portant sur des biens et des services et en particulier de ceux destinés à leur consommation finale ».
- L'analyse économique des besoins repose sur la loi d'intensité décroissante (dite aussi loi de saturation des besoins)
- Les actes de production (activités de production et de transport) consistent à combiner les facteurs naturels et l'outillage technique avec du travail pour obtenir des biens et services propres à la consommation.
- Les actes d'échange dont la complexité dépend de la répartition géographique et du degré de spécialisation des activités économiques.
- La consommation qui accomplit la satisfaction des besoins.